# Elio Palumbo
Elio Palumbo (* 16. Juni 1933 in Tarent; † 27. Juli 2004 in Rom) war ein italienischer Musikproduzent und Filmregisseur.

## Leben
Palumbo arbeitete in den 1950er und 1960er Jahren als Fernsehregisseur für die Rai und widmete sich dann ab etwa 1965 hauptsächlich der Produktion von Musiktiteln sowie der Organisation von Konzerten.
In den 1970er Jahren gründete er mit seinem Bruder Franco zwei Musikverlage, Yep und WJK Record, mit denen er vor allem Pop- und Schlagermusik herausbrachte. Ab Mitte des Jahrzehnts war er auch als Liedtexter erfolgreich, so für I Santo California und Flavia Fortunato. Oft zeichnete er als Eliop.
Unter dem Pseudonym Helia Colombo drehte er 1973 nach eigenem Drehbuch in türkischer Koproduktion den preisgünstigen Giallo La polizia brancola nel buio, der erst drei Jahre später uraufgeführt wurde.